# 鹿児島国際大学の人物一覧
鹿児島国際大学の人物一覧（かごしまこくさいだいがくのじんぶついちらん）は、鹿児島国際大学（旧称：鹿児島経済大学）に関係する人物の一覧記事。前身の旧制鹿児島高等商業学校および鹿児島商科短期大学や吸収した鹿児島国際大学短期大学部（旧称：鹿児島短期大学）の関係者も含む。

## 著名な教員

### 現職
（2025年度現在）
- ジェフリー・S・アイリッシュ -民俗学者（地域創生、まちづくり）
- 大山朝子 - 「出身者」参照
- 久保禎 - 作曲家
- 福島豪 - 教育学者（保育学、幼児教育、教育哲学）

### 名誉教授または元教授、元学長
- 瀬地山敏 - 学長、経済学者（ケインズ経済学現代ケンブリッジ学派）、京都大学名誉教授
- 平田清明 - 学長、経済学者（経済史、マルクス経済学）、京都大学名誉教授
- 菱山泉 - 学長、経済学者（理論経済学）、京都大学名誉教授
- 三木靖 - 鹿児島短期大学学長、歴史学者（日本中世城郭史）

- 市川文三 - 経営学者、法政大学教授〔鹿児島商科短期大学〕
- 片野一郎 - 会計学者、一橋大学名誉教授〔鹿児島高等商業学校〕
- 上村孝二 - 国語学者（九州の方言研究）、鹿児島大学名誉教授〔鹿児島短期大学〕
- 木下武男 - 社会学者（労働社会学）、昭和女子大学名誉教授
- 児島文 - 陸上競技選手
- 小谷敏 - 社会学者（現代文化論、メディア論）
- 佐々木陽子- 社会学者（ジェンダー研究）
- 竹崎孜 - スウェーデン学者
- 田崎仁義 - 経済学者、国士舘大学教授
- 富永理 - 哲学者、松商学園短期大学学長〔鹿児島商科短期大学〕
- 豊田謙二 - 社会学者（社会福祉学）
- 長澤和俊 - 歴史学者（東洋史、シルクロード史）、早稲田大学名誉教授〔鹿児島短期大学〕
- 中村明蔵 - 歴史学者（古代日本史、古代隼人研究）
- 中村哲 - 歴史学者・経済学者（経済史）、京都大学名誉教授、福井県立大学名誉教授
- 中村了昭 - インド哲学・インド文学者（インド古代・中古の文化・哲学史、『ラーマーヤナ』完訳）
- 野口実 - 歴史学者（日本中世史）、京都女子大学名誉教授
- 野中哲照 - 国文学者（日本中世文学、軍記文学）、國學院大學教授
- 野村三郎 - 音楽社会学者、東邦音楽大学教授〔鹿児島短期大学〕
- 船越公威 - 哺乳類学者（コウモリ研究）
- 前原寛 - 発達心理学者
- 松浦一六 - 国文学者（井原西鶴研究）、鹿児島大学教授、鹿児島県立短期大学教授〔鹿児島短期大学〕
- 丸谷肇 - 社会学者（労働社会学、雇用政策研究）、労働運動家
- 山下欣一 - 民俗学者（奄美文化、南島文化、説話）

## 著名な出身者

### 政治・行政
- 尾脇雅弥 - 垂水市長
- 中尾宏 - 国会議員（衆議院）〔旧制鹿児島高等商業学校出身〕
- 日高広為 - 国会議員（参議院）〔旧制鹿児島高等商業学校出身〕
- 森卓朗 - 元薩摩川内市長〔鹿児島商科短期大学卒〕

### 財界
- 上田格 - 鹿児島銀行頭取、会長〔旧制鹿児島高等商業学校出身〕

### 研究者・学者
- 大山朝子 - 社会学者（社会福祉学）、鹿児島国際大学教授〔福祉社会学部・福祉社会学研究科出身〕

### 芸術・芸能
- ウメ - お笑い芸人〔鹿児島短期大学卒〕
- 大友幸世 - メゾソプラノ歌手〔鹿児島短期大学卒〕
- 川原田優華 - ローカルタレント、MBCタレント
- 小田祐一郎 - お笑い芸人、だーりんずメンバー
- キューティー上木 - お笑い芸人、上木恋愛研究所メンバー
- 田上晃吉 - 俳優（中退）
- 橋口譲二 - 写真家（中退）
- 浜崎美保 - マルチタレント
- 肥後裕之 - お笑い芸人、セルライトスパメンバー
- 有馬徹 - お笑い芸人、いぬメンバー（中退）
- 原あいら - ソプラノ歌手〔博士課程出身〕
- じゃんけんマン - 鹿児島を中心に活動するご当地ヒーロー

### スポーツ
- 池田奉秀 - 武道家、空手家
- 西眞一 - サッカー選手、サッカー指導者
- 益山遼太郎 - バスケットボール選手